# Pternistis leucoscepus
El francolín gorgiamarillo o francolín de garganta amarilla (Pternistis leucoscepus sin. Francolinus leucoscepus) es una especie de ave galliforme de la familia Phasianidae propia de África oriental. Se encuentra en Yibuti, Eritrea, Etiopía, Kenia, Somalia, Sudán del Sur, Sudán, Tanzania y Uganda. No se reconocen subespecies.